# 王國儒
王國儒（？—？），號愚公，山東兖州府泗水縣人，明朝政治人物。

## 生平
萬曆四十年（1612年）壬子科山東鄉試第五十五名舉人，崇禎十年（1637年），登丁丑科會試第一百六十九名，廷試三甲二百九名进士。刑部观政，十一年授宝坻知县，十二年降調。

## 家族
曾祖王彩，岁贡；祖王建中，增生；父王应任，增生。